# Ernest Morel

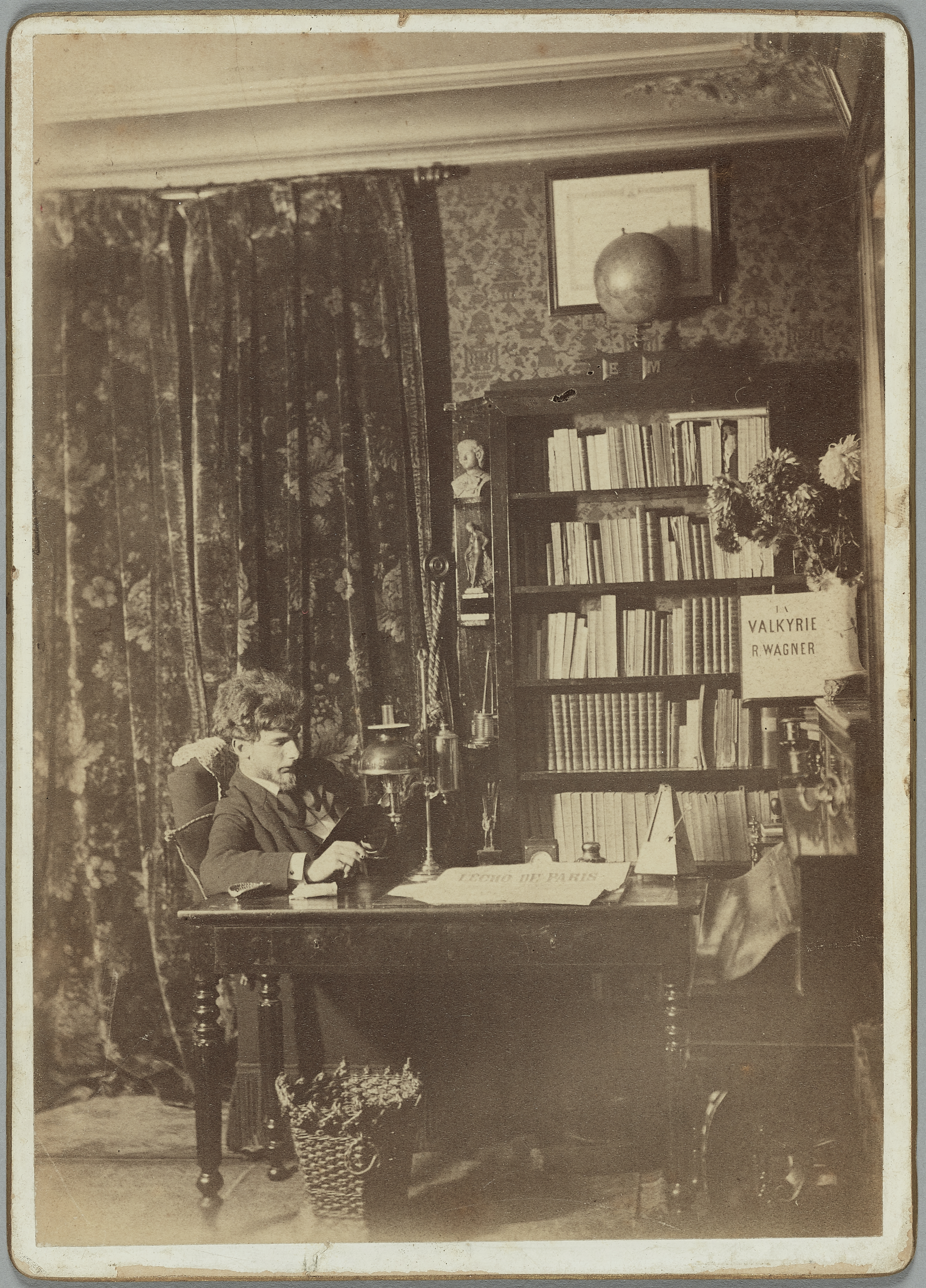

Ernest Morel (* 4. Oktober 1854 in Rouen; † 16. Mai 1918 ebenda) war ein französischer Publizist, Zeichner und Aquarellist.

## Leben
Ernest Morel wurde am 4. Oktober 1854 in Rouen, 25 rue de Lenôtre, in seinem Elternhaus geboren. Sein Vater war Buchhalter. Nach seiner Schulzeit wendet er sich der Kunst zu und tritt in die Akademie für Malerei und Zeichnung ein. Er begann mit Bleistift- und Federzeichnungen und veröffentlichte zahlreiche Federzeichnungen, Porträts und lithographierte Karikaturen in verschiedenen Zeitschriften, darunter „La Flèche“ (1883–1886), „La Lorgnette“, „Rouen-Artiste“ (1889–1899), „Rouen en 1886“ und „La Plage Normande“.
Er nahm aktiv am kulturellen Leben von Rouen teil und war Mitglied des „Cabaret du Clair-de-Lune“ in der Nähe der Côte Ste-Catherine, für das er auch das Plakat entwarf. Am 22. März 1889 widmete er seinem Freund Delattre ein bewegendes Gedicht. Nach der Schließung des Cabarets 1893 zog der Künstlerkreis in die Brasserie Gissy, die zum Théâtre des Arts gehörte, und gründete dort die Académie de la Cafetière, deren Sekretär Morel wurde.
1890 trat er als Redaktionssekretär in „Le Petit Rouennais“ ein und wurde später Chefredakteur. Dort veröffentlichte er Porträtserien und Zeichnungen wie „Rouennais et Normands“ und „A travers la ville“ (1894–1896).
Er war auch ein talentierter Chansonnier und schrieb etwa 150 realistische Lieder, die in Café-Konzerten aufgeführt wurden, unter anderem von dem Komiker Francis Dufour. Er schrieb auch mehrere Vaudevilles und Komödien, darunter „Le Duel d'Oscar“ und „La Revanche de Madame Bidouille“.
1903 wurde Morel bei der Gründung von „La Dépêche de Rouen“ zum Redaktionssekretär und später zum Chefredakteur ernannt. Er veröffentlichte zahlreiche Artikel über das künstlerische Leben in Rouen, insbesondere über die Ausstellungen in der Galerie Legrip und im Salon des artistes Rouennais, an denen er mit Zeichnungen und Aquarellen teilnahm.
Ernest Morel starb am 16. Mai 1918 in Rouen.